# Великомедведівська сільська рада
Великомедве́дівська сільська́ ра́да — адміністративно-територіальна одиниця та орган місцевого самоврядування у Красилівському районі Хмельницької області. Адміністративний центр — село Велика Медведівка.

## Загальні відомості
- Територія ради: 30,885 км²
- Населення ради: 515 осіб (станом на 2001 рік)
- Територією ради протікає річка Хомора

## Населені пункти
Сільській раді були підпорядковані населені пункти:
- с. Велика Медведівка
- с. Красівка

## Склад ради
Рада складалася з 16 депутатів та голови.
- Голова ради: Сваволя Зінаїда Іванівна
- Секретар ради: Вікаренко Надія Петрівна

### Керівний склад попередніх скликань
| Прізвище, ім'я, по батькові | Основні відомості                                               | Дата обрання | Дата звільнення |
| --------------------------- | --------------------------------------------------------------- | ------------ | --------------- |
| Сердечний Микола Павлович   | Сільський голова, 1951 року народження, безпартійний            | 26.03.2006   | 31.10.2010      |
| Сваволя Зінаїда Іванівна    | Сільський голова, 1972 року народження, освіта середня загальна | 31.10.2010   |                 |

Примітка: таблиця складена за даними сайту Верховної Ради України

### Депутати
За результатами місцевих виборів 2010 року депутатами ради стали:

#### За суб'єктами висування
| Суб'єкт висування | Кількість обраних депутатів | %    |
| ----------------- | --------------------------- | ---- |
| Самовисування     | 6                           | 37,5 |
| Народна партія    | 5                           | 31,3 |
| Партія регіонів   | 5                           | 31,3 |

#### За округами
| № округу        | Прізвище, ім'я, по батькові     | Дата визнання обраним | Освіта             | Партійна приналежність | Відомості про обраного депутата             |
| --------------- | ------------------------------- | --------------------- | ------------------ | ---------------------- | ------------------------------------------- |
| Народна Партія  |                                 |                       |                    |                        |                                             |
| 5               | Воронюк Олександр Степанович    | 05.11.2010            | середня            | позапартійний          | СТОВ «Довіра», агроном                      |
| 11              | Степанюк Надія Віталіївна       | 05.11.2010            | середня спеціальна | позапартійна           | Красилівський фельдшерський пункт, фельдшер |
| 13              | Гребенюк Галина Романівна       | 05.11.2010            | середня            | позапартійна           | тимчасово не працює                         |
| 15              | Рокицький Анатолій Павлович     | 05.11.2010            | середня            | позапартійний          | СТОВ «Довіра», водій                        |
| 16              | Камфорович Леонід Броніславович | 05.11.2010            | середня            | позапартійний          | СТОВ «Довіра», різноробочий                 |
| Партія регіонів |                                 |                       |                    |                        |                                             |
| 1               | Вікаренко Надія Петрівна        | 05.11.2010            | середня            | член Партії регіонів   | Великоведмедівська сільська рада, секретар  |
| 2               | Саргсян Рубік Акопович          | 05.11.2010            | середня            | позапартійний          | приватний підриємець                        |
| 6               | Марченко Віктор Іванович        | 05.11.2010            | середня спеціальна | позапартійний          | СТОВ «Довіра», комірник                     |
| 8               | Федина Світлана Михайлівна      | 05.11.2010            | середня спеціальна | позапартійна           | загальноосвітня школа І-ІІ ст., вчитель     |
| 12              | Батюсь Володимир Йосипович      | 05.11.2010            | середня            | позапартійний          | СТОВ «Довіра», тракторист                   |
| Самовисування   |                                 |                       |                    |                        |                                             |
| 3               | Яцюк Лідія Петрівна             | 05.11.2010            | середня спеціальна | позапартійна           | пенсіонер                                   |
| 4               | Захарчук Ігор Миколайович       | 05.11.2010            | середня спеціальна | позапартійний          | тимчасово не працює                         |
| 7               | Горбатюк Любов Олександрівна    | 05.11.2010            | середня            | позапартійна           | СТОВ «Довіра», свинарка                     |
| 9               | Данилюк Сергій Павлович         | 05.11.2010            | середня            | позапартійний          | тимчасово не працює                         |
| 10              | Янюк В'ячеслав Олександрович    | 05.11.2010            | вища               | позапартійний          | загальноосвітня школа І-ІІ ст., вчитель     |
| 14              | Гиляка Сергій Петрович          | 05.11.2010            | середня            | позапартійний          | СТОВ «Довіра», різноробочий                 |